# Neolemonniera ogouensis
Neolemonniera ogouensis är en tvåhjärtbladig växtart som först beskrevs av Marcel Marie Maurice Dubard, och fick sitt nu gällande namn av Hermann Heino Heine. Neolemonniera ogouensis ingår i släktet Neolemonniera och familjen Sapotaceae.
Artens utbredningsområde är Gabon. Inga underarter finns listade i Catalogue of Life.